# Танасис Кириакопулос
Атанасиос (Танасис) Кириакопулос (на гръцки: Αθανάσιος, Θανάσης Κυριακόπουλος) е гръцки общественик и политик от Сярско.

## Биография
Танасис Кириакопулос е роден в 1879 година в сярското дарнашко село Субашкьой, тогава в Османската империя, днес Нео Сули, Гърция. Първоначално образование получава в родното си село и в Сяр, след което в 1896 година отива в Солун, където работи в колониален магазин. В 1897 година с помощта на митрополит Атанасий Солунски заминава за Атина и се включва в доброволческа андартска чета, с която взима участие в избухналата същата година Гръцко-турската война. Във войната е леко ранен, лекува се в болницата в Ламия, след което кралица Олга го изпраща като агент в гръцкото консулство в Одеса. След това през Смирна за кратко пристига в Солун. Засиленото полицейско наблюдение го кара да се установи в Сяр, като чиновник на гръцкото консулство. На 22 години се записва в гръцката гимназия.
Включва се в организирането на гръцката въоръжена пропаганда в Македония и подпомага пристигането на първата гръцка чета. Взима участие в убийството на българския книжар Атанас Ников в 1906 година. Назначен е за гръцки учител в една от крепостите на българщината в Сярско - Горно Броди, където също развива антибългарска дейност. След Младотурската революция в 1908 година е директор на училището в Субашкьой.
В 1913 година организира въоръжени отряди в дарнашките села.
След войните е привърженик на венизелистката Либерална партия и е един от основните ѝ лидери в Сярско. В 1924 година основава Съюза на селскостопанските кооперации. Заместник-председател е на първите два конгреса на тютюнопроизводителите. Кириакопулос е началник в дирекцията по тютюна в Кавала, член е на Управителния съвет на Земеделската банка на Македония, член на Земеделската камара в Сяр. Кмет е на общината Субашкьой.
На 18 януари 1929 година, на имения си ден, е убит в нож и пистолет от неизвестни лица. Възможно е да са антивенизелистки политически противници, но също така е възможно убийството да е поради засегнати тютюневи интереси.